# Juventus Italia Football Club 1926-1927
Questa pagina raccoglie le informazioni riguardanti la Juventus Italia Football Club nelle competizioni ufficiali della stagione 1926-1927.

## La stagione
Nella stagione 1926-1927 la Juventus Italia disputa il girone B del campionato di Seconda Divisione Nord. Con i 15 punti guadagnati sul campo ottiene la settima posizione in classifica.
Continuando nel rinnovamento e ringiovanimento della rosa, la Juventus Italia conferma la posizione in classifica acquisita la stagione precedente.
Molto scarni, anche per questa stagione, i tabellini pubblicati dalla Gazzetta dello Sport e dai pochi giornali di provincia salvati dal regime fascista che nella primavera del 1926 ha chiuso tutti quelli non allineati oppure aderenti a partiti politici avversi al regime.

## Rosa
| N. |                   | Ruolo | Calciatore     |
| -- | ----------------- | ----- | -------------- |
|    | Italia (bandiera) | P     | Beretta        |
|    | Italia (bandiera) | D     | Luigi Besia    |
|    | Italia (bandiera) | C     | Carati         |
|    | Italia (bandiera) | D     | Curti          |
|    | Italia (bandiera) | A     | Faccini        |
|    | Italia (bandiera) | A     | Angelo Fenini  |
|    | Italia (bandiera) | A     | Folci          |
|    | Italia (bandiera) | A     | Francovich     |
|    | Italia (bandiera) | P     | Egidio Fontana |

| N. |                           | Ruolo | Calciatore        |
| -- | ------------------------- | ----- | ----------------- |
|    | non conosciuta (bandiera) | A     | Hirschler         |
|    | Italia (bandiera)         | D     | Lomori            |
|    | Italia (bandiera)         | A     | Ermanno Missaglia |
|    | Italia (bandiera)         | D     | Panigas           |
|    | Italia (bandiera)         | C     | Marino Pezzotta   |
|    | Italia (bandiera)         | A     | Pirotta           |
|    | Italia (bandiera)         | A     | Segaia            |
|    | Italia (bandiera)         | C     | Vanoli            |
|    | Italia (bandiera)         | A     | Zuliani           |